# Elephantomyia (Elephantomyodes) tasmaniensis tasmaniensis
Elephantomyia (Elephantomyodes) tasmaniensis tasmaniensis is een ondersoort van de tweevleugelige Elephantomyia (Elephantomyodes) tasmaniensis uit de familie steltmuggen (Limoniidae). De ondersoort komt voor in het Australaziatisch gebied.